# Festival international de violoncelle de Beauvais
 (août 2021).
Le Festival International de Violoncelle de Beauvais est un festival annuel de musique qui dure 10 jours, habituellement au mois de mai et juin à Beauvais dans l'Oise, en France. Les programmations sont variées, du classique, au contemporain, en passant par le jazz.

## Histoire
Lors de sa création en 1993 par l'association l'Octuor de Violoncelles, le festival s’intitulait les « Rencontres d’Ensembles de Violoncelles », sous la direction artistique de Jacques Bernaert,.
En 2009, Pieter Wispelwey reprend le flambeau et programme les éditions 2009, 2010, 2011 sous la nouvelle dénomination « Festival International de Violoncelle de Beauvais », puis cède sa place à Emmanuelle Bertrand, directrice artistique actuelle depuis 2012,.

## Lieux
Depuis sa création , les concerts se déroulent dans les principaux lieux architecturaux et patrimoniaux de la ville de Beauvais : la Maladrerie Saint-Lazare, l’Église Saint-Étienne, Le Quadrilatère, le Théâtre du Beauvaisis Scène Nationale, l’Église de Marissel, le MUDO – Musée de l’Oise, la Cathédrale Saint-Pierre ainsi que dans des communes environnantes du département.

## Spécificités
Le Festival International de Violoncelle de Beauvais accueille des artistes internationaux.
Chaque année, une commande musicale est passée à un ou plusieurs compositeurs puis créée en première mondiale lors d'un ou de plusieurs concerts du Festival.
Le Festival International de Violoncelle de Beauvais offre aux grands élèves issus des Conservatoires Nationaux, violoncellistes en devenir, l’opportunité de se confronter à un orchestre symphonique lors de la Masterclass avec l’Orchestre Philharmonique du Département de l’Oise.